# Comma Johanneum
Le Comma Johanneum ou Comma johannique est un court passage interpolé de la première épître de Jean, dont l'importance tient à ce qu'il justifie, par sa présence dans la Vulgate latine, le dogme de la Trinité.

## Contenu du Comma Johanneum

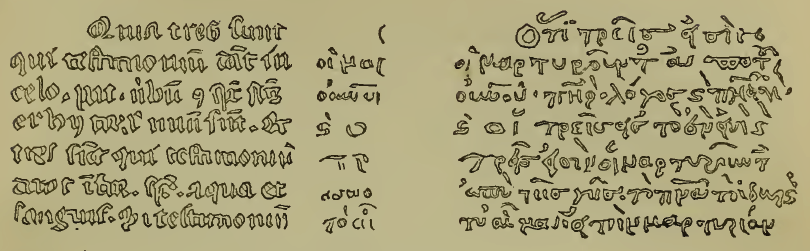
Le Comma dans le Codex Ottobonianus (629 Gregory-Aland)

Le texte du Comma Johanneum est inséré en gras dans le texte :

« 5:7 Car il y en a trois qui rendent témoignage dans le ciel : le Père, le Verbe et l’Esprit ; et ces trois sont un.
 
5:8 Et il y en a trois qui rendent témoignage sur la terre : l’Esprit, l’eau et le sang ; et ces trois sont d’accord. »

## Histoire du Comma Johanneum

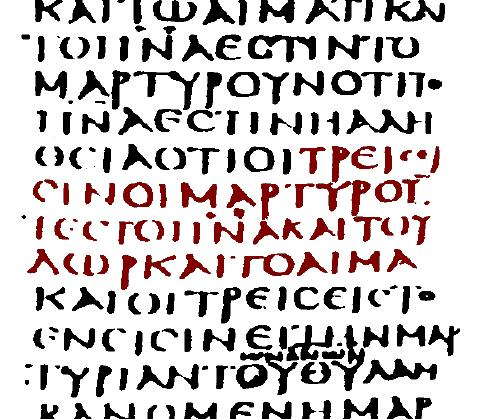
Extrait du Codex Sinaiticus incluant 1 Jean 5:7-8, sans le Comma. Le texte en violet se traduit : « Car il y en a trois qui rendent témoignage, l'Esprit, l'eau et le sang... »

Le caractère apocryphe du Comma Johanneum en tant que tel est attesté par son absence dans l'ensemble des manuscrits anciens du Nouveau Testament, ainsi que par son absence dans les citations des pères de l'Église, comme Clément d'Alexandrie, lequel, tout en insistant fortement sur la Trinité, cite 1 Jean 5:7-8 sans le Comma. 
Le Comma semble tirer sa source du Liber Apologeticus de Priscillien, au IVe siècle, et s'est répandu dans les manuscrits latins à partir du début du IXe siècle, avant de revenir par le biais des traductions dans certains manuscrits grecs. Il n'apparaît dans aucun manuscrit copte ou  syriaque. 
Alors que le Comma avait été omis des premières versions du Novum Instrumentum omne, le Nouveau Testament en grec publié par Érasme, il apparaît dans la troisième version publiée en 1522, après la découverte d'un manuscrit grec le contenant. Cette version ayant servi jusqu'au XIXe siècle de base pour les traductions, les Bibles en langue vernaculaire (Bible allemande de Luther, Bible du roi Jacques en anglais) contenaient le Comma. La critique textuelle au XIXe a fait disparaître le Comma dans les nouvelles traductions en vernaculaire.